# Henry Cavendish

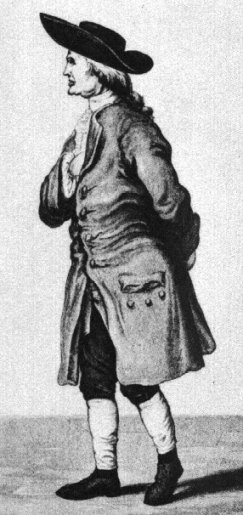
Sir Henry Cavendish

Henry Cavendish (Nice, 10 oktober 1731 – Londen, 24 februari 1810) was een Brits natuurkundige en scheikundige.

## Leven

### Afkomst
Henry Cavendish werd in Nice geboren, waar zijn puissant rijke adellijke familie op dat moment vertoefde. Zijn moeder was Lady Anne Grey, een dochter van Henry Grey, 1e hertog van Kent en zijn vader was Lord Charles Cavendish, zoon van William Cavendish, 2e hertog van Devonshire. Deze familie kon de afkomst herleiden tot het midden van de 11e eeuw, ten tijde van de verovering van Engeland door de Normandiërs. De familie Cavendish was nauw verbonden met vele Britse adellijke families.

### Opleiding
Op elfjarige leeftijd ging Cavendish naar de school van Peter Newcome in Hackney. Net achttien schreef hij zich op 24 november 1749 in bij St Peter's College, nu bekend als Peterhouse, aan de Universiteit van Cambridge. Op 23 februari 1753, ruim drie jaar later, verliet hij Cambridge zonder een diploma behaald te hebben.

### Eenzaam

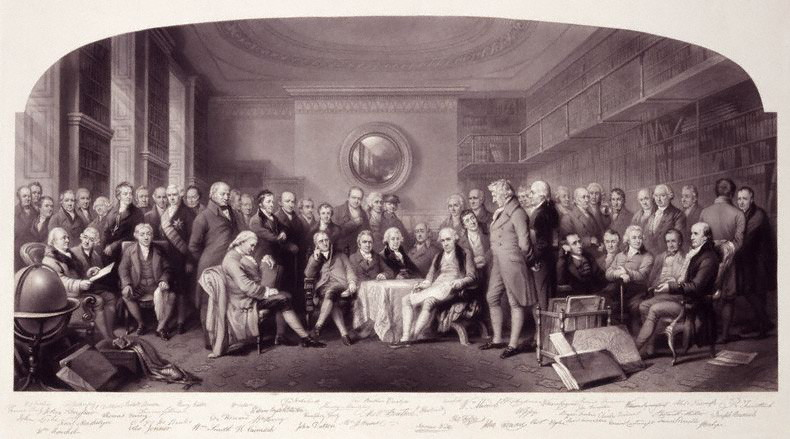
Wetenschapsmensen in 1807 te Londen

Na zijn studies te Cambridge leefde hij te Londen. Hij beschikte over een aanzienlijk fortuin, maar leidde een sober, eenzaam en streng regelmatig leven en was een verstokt vrijgezel. Zijn eerste artikel, "Factitious Airs", publiceerde hij in 1766, dertien jaar later na het afsluiten van zijn universitaire studies.
Cavendish leefde een rustig en teruggetrokken leven. Hij werd door velen als enigszins excentriek beschouwd. Buiten zijn directe familie onderhield hij geen nauwe persoonlijke betrekkingen. Naar verluidt communiceerde hij door middel van briefjes met zijn vrouwelijk dienstpersoneel. Volgens een verhaal had Cavendish een verborgen trap aan zijn huis toegevoegd om niet steeds met zijn dienstpersoneel geconfronteerd te worden. Hedendaagse beschrijvingen van zijn persoonlijkheid hebben sommige moderne commentatoren, zoals Oliver Sacks, ertoe verleid, te speculeren, dat hij aan het syndroom van Asperger zou hebben geleden. Het kan natuurlijk ook zijn dat hij gewoon pijnlijk verlegen was. Zijn enige sociale contacten verliepen via de bijeenkomsten van de Royal Society. Voor de wekelijkse bijeenkomsten dineerden de leden samen. Cavendish miste deze bijeenkomsten zelden.
Hoewel hij naar men zegt door zijn tijdgenoten zeer werd gerespecteerd, maakte zijn verlegenheid dat zij die "naar zijn mening vroegen... spreken alsof in een leegte". Als hun opmerkingen waardig genoeg waren, kregen zij misschien een gemompeld antwoord, maar vaker wel dan niet hoorden zij alleen wat slechtgeluimd gepiep en ontvluchtte Cavendish hun gezelschap op zoek naar een rustige hoek.

### Meubels
Hij hield van het verzamelen van exquise meubels. Dit wordt geïllustreerd door zijn aankoop van een verzameling van "tien ingelegde satijnhout stoelen met bijpassende sofa met cabriolen poten" gedocumenteerd als te zijn gekocht door Cavendish zelf.

### Ontdekkingen

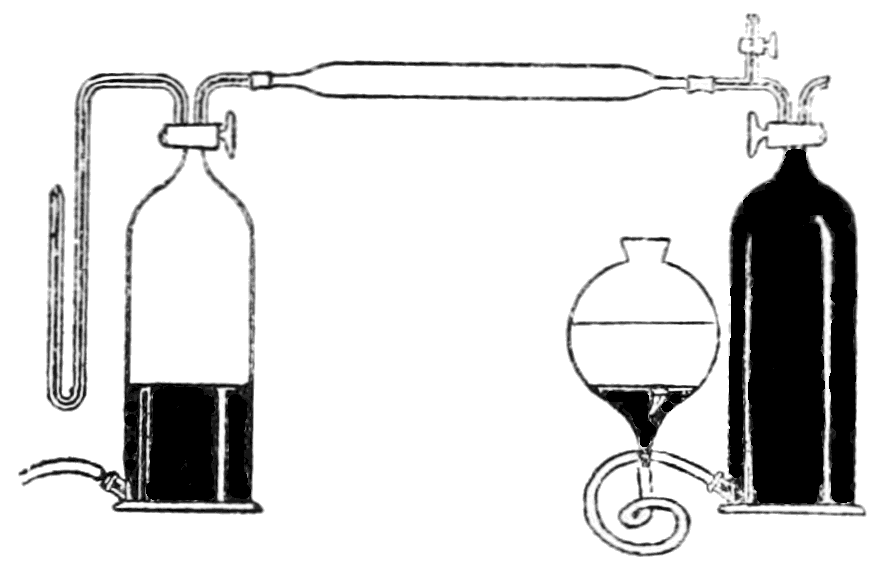
Afscheiding van stikstofgas uit de lucht

Vanwege zijn weinig sociale en geheimzinnig gedrag was Cavendish vaak erg terughoudend in het publiceren van zijn werk. Over veel van zijn werk sprak hij niet eens met collega-natuurwetenschappers. In de late negentiende eeuw, lang na zijn dood, heeft James Clerk Maxwell Cavendish zijn papieren doorgenomen. Hij vond daarin zaken die later door anderen waren ontdekt. Voorbeelden van zulke ontdekkingen, waar Cavendish op zijn minst al een eerste aanzet voor heeft gegeven, waren de Wet van Proust, de wet van Ohm, Daltons wet van de partiële drukken, de principes van de elektrische geleiding (waaronder de wet van Coulomb) en de gaswetten van Charles.

### Warmte
Een manuscript, Heat (warmte), voorlopig gedateerd tussen 1783 en 1790, beschrijft een "mechanische warmtetheorie". Tot dan toe onbekend werd dit manuscript in het begin van de 21e eeuw geanalyseerd. Volgens de wetenschapshistoricus Russell McCormmach is dit het enige 18e-eeuwse werk dat als een voorbode van de thermodynamica kan worden beschouwd.

### Dood
Cavendish stierf in 1810 (als een van de rijkste mannen van Groot-Brittannië). Hij werd net als vele van zijn voorouders bijgezet in de familiegrafkelder van de kerk, die nu bekendstaat als Derby Cathedral. De weg waar hij woonde in Derby is naar hem vernoemd. Het Cavendish Laboratory aan de universiteit van Cambridge werd door een van de latere Cavendish's, William Cavendish, 7de hertog van Devonshire (kanselier van de universiteit 1861/91) geschonken.

## Werk

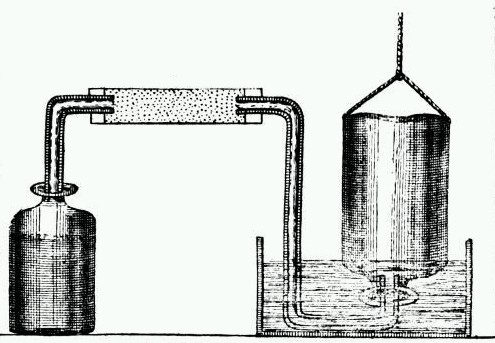
Toestel om waterstof te maken

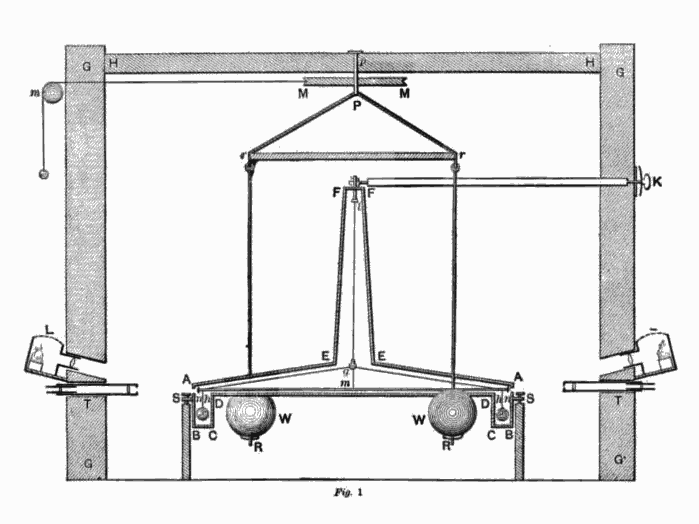
Proef om de gravitatieconstante te meten

Hij wijdde bijna al zijn tijd aan wetenschappelijk onderzoek. Hij bestudeerde de samenstelling van lucht, waarin hij 20,8% zuurstof vond. In 1766 ontdekte Cavendish waterstof. In datzelfde jaar kreeg hij de Copley Medal. Ook toonde hij in 1785 het edelgas argon aan.
Hij bepaalde in 1798 de verhouding tussen de aantrekkingskracht die twee bollen op elkaar uitoefenen met hun massa, waarmee het mogelijk werd de massa van de aarde en dus ook de dichtheid ervan te berekenen. Daar was het Cavendish om begonnen. Het universele belang van de gravitatieconstante, die op grond van Cavendish' resultaten ook is te berekenen, is pas veel later ingezien.